# Линкайтс, Талис
Та́лис Ли́нкайтс (латыш. Tālis Linkaits; род. 18 августа 1970 года) — латвийский экономист и политик. Бывший министр сообщения Латвии (2019—2022), депутат 13-го Сейма, представляющий партию «Консервативные» (бывшая Новая консервативная партия).

## Биография
Окончил Рижскую среднюю школу № 1, получил экономическое образование в Латвийском государственном университете.
Сразу после восстановления независимости начал работу в области государственного управления, работая в Департаменте конверсии государственного имущества Совета Министров, Министерстве экономических реформ, Министерстве экономики и Агентстве по приватизации. Он был председателем правления Латвийского форума экономического развития, руководителем секретариата «Видение и стратегии вокруг Балтийского моря» (VASAB) Министерства регионального развития и самоуправлений (позднее — Государственного агентства регионального развития).
С мая 2016 года по декабрь 2018 года был членом Наблюдательного совета Международного аэропорта «Рига». Оказывал консультационные услуги в государственном секторе.

## Политическая деятельность
В 2018 году вступил в Новую консервативную партию. Баллотировался по ее списку и был избран в 13-й Сейм. В 2019 году стал министром сообщения в правительстве Кришьяниса Кариньша.
T. Линкайтс баллотировался в 14-й Сейм в 2022 году, но список «Консервативных» не смог преодолеть 5 % барьер.

## Личная жизнь
Tалис Линкайтс женат на журналистке Байбе Рулле.
Помимо родного латышского, владеет также русским и английским языками.